# Pierre Hercule Joly
Pour les articles homonymes, voir Pierre Joly (homonymie) et Joly.
Pierre Hercule Joly est un homme politique français né le 23 décembre 1816 à Limoux (Aude) et mort le 17 avril 1876 à Toulouse (Haute-Garonne).

## Biographie
Avocat à Limoux, il est député de l'Aude de 1848 à 1849, siégeant au groupe d'extrême gauche de la Montagne. Il est exilé en Belgique au moment du coup d’État du 2 décembre 1851.

## Sources
- « Pierre Hercule Joly », dans Adolphe Robert et Gaston Cougny, Dictionnaire des parlementaires français, Edgar Bourloton, 1889-1891 [détail de l’édition]